# Plausac
Plauzat és un municipi francès situat al departament del Puèi Domat i a la regió d'Alvèrnia-Roine-Alps. L'any 2007 tenia 1.353 habitants.

## Demografia

### Població
El 2007 la població de fet de Plauzat era de 1.353 persones. Hi havia 520 famílies de les quals 104 eren unipersonals (52 homes vivint sols i 52 dones vivint soles), 156 parelles sense fills, 220 parelles amb fills i 40 famílies monoparentals amb fills.
La població ha evolucionat segons el següent gràfic:
Habitants censats

### Habitatges
El 2007 hi havia 622 habitatges, 520 eren l'habitatge principal de la família, 38 eren segones residències i 64 estaven desocupats. 596 eren cases i 21 eren apartaments. Dels 520 habitatges principals, 452 estaven ocupats pels seus propietaris, 62 estaven llogats i ocupats pels llogaters i 6 estaven cedits a títol gratuït; 1 tenia una cambra, 20 en tenien dues, 54 en tenien tres, 169 en tenien quatre i 276 en tenien cinc o més. 382 habitatges disposaven pel capbaix d'una plaça de pàrquing. A 172 habitatges hi havia un automòbil i a 311 n'hi havia dos o més.

### Piràmide de població
La piràmide de població per edats i sexe el 2009 era:
| Homes | Edats   | Dones |
| ----- | ------- | ----- |
| 0     | 95 o +  | 0     |
| 0     | 90 a 94 | 2     |
| 1     | 85 a 89 | 11    |
| 4     | 80 a 84 | 7     |
| 16    | 75 a 79 | 15    |
| 14    | 70 a 74 | 22    |
| 33    | 65 a 69 | 17    |
| 26    | 60 a 64 | 18    |
| 21    | 55 a 59 | 24    |
| 35    | 50 a 54 | 32    |
| 56    | 45 a 49 | 50    |
| 32    | 40 a 44 | 22    |
| 45    | 35 a 39 | 34    |
| 30    | 30 a 34 | 47    |
| 26    | 25 a 29 | 35    |
| 33    | 20 a 24 | 18    |
| 26    | 15 a 19 | 22    |
| 32    | 10 a 14 | 40    |
| 16    | 5 a 9   | 30    |
| 24    | 0 a 4   | 36    |

## Economia
El 2007 la població en edat de treballar era de 902 persones, 706 eren actives i 196 eren inactives. De les 706 persones actives 655 estaven ocupades (344 homes i 311 dones) i 51 estaven aturades (21 homes i 30 dones). De les 196 persones inactives 92 estaven jubilades, 46 estaven estudiant i 58 estaven classificades com a «altres inactius».

### Ingressos
El 2009 a Plauzat hi havia 559 unitats fiscals que integraven 1.441,5 persones, la mediana anual d'ingressos fiscals per persona era de 19.400 €.

### Activitats econòmiques
Dels 46 establiments que hi havia el 2007, 12 eren d'empreses de construcció, 15 d'empreses de comerç i reparació d'automòbils, 2 d'empreses de transport, 5 d'empreses d'hostatgeria i restauració, 1 d'una empresa financera, 2 d'empreses de serveis, 6 d'entitats de l'administració pública i 3 d'empreses classificades com a «altres activitats de serveis».
Dels 16 establiments de servei als particulars que hi havia el 2009, 1 era una oficina de correu, 1 taller de reparació d'automòbils i de material agrícola, 2 paletes, 1 guixaire pintor, 3 fusteries, 3 lampisteries, 1 electricista, 1 perruqueria i 3 restaurants.
Dels 3 establiments comercials que hi havia el 2009, 1 era una botiga de menys de 120 m², 1 una fleca i 1 una carnisseria.
L'any 2000 a Plauzat hi havia 22 explotacions agrícoles que ocupaven un total de 949 hectàrees.

## Equipaments sanitaris i escolars
El 2009 hi havia una escola elemental.

## Poblacions més properes
El següent diagrama mostra les poblacions més properes.